# Радин, Милан
Ми́лан Ра́дин (серб. Милан Радин / Milan Radin; род. 25 июня 1991, Нови-Сад) — сербский футболист, полузащитник клуба ТСЦ.

## Карьера
Начал заниматься футболом в клубе «Борац» из Шайкаша, затем перешёл в «Нови-Сад», где провёл четыре года. Будучи капитаном молодёжки, присоединился к первой команде, подписав 3-летний контракт. В сезоне 2009/10 в течение шести месяцев выступал на правах аренды за «Югович Кач», забил 8 мячей и стал лучшим игроком команды. После успешных сезонов в клубах «Сента» и «Раднички» (Нова-Пазова) присоединился к «Младости» из Лучани. В сезоне 2015/16 не выступал, подавал в суд на клуб и покинул его в зимний перерыв в качестве свободного агента.
В январе 2016 года прибыл на просмотр в тульский «Арсенал». Принял участие в контрольном матче с сербским «Партизаном», но в команде не остался и вернулся в Сербию, подписав контракт с клубом «Вождовац».
По окончании сезона перешёл в июле 2016 года в белградский «Партизан» и стал с командой в сезоне 2016/17 чемпионом и обладателем Кубка Сербии. В следующем сезоне, отыграв первый круг, зимой покинул команду.
В феврале 2018 года на сборах в Турции подписал контракт с казахстанским клубом «Актобе».
В июне 2019 года покинул «Актобе» по семейным обстоятельствам и пополнил ряды польского клуба «Корона».
В январе 2021 года перешёл в тбилисское «Динамо».
В январе 2022 года перешёл в батумское «Динамо».

## Достижения
Младост (Лучани)
- Победитель Первой лиги Сербии: 2013/14

 Партизан
- Чемпион Сербии: 2016/17
- Обладатель Кубка Сербии: 2016/17